# Lancia nampa
Lancia nampa là một loài bướm đêm trong họ Crambidae.